# 가나에정
가나에정(일본어: 鼎町)은 일본 나가노현 시모이나군에 있던 정이다. 1984년, 이다시에 편입 합병되었다. 이래, 동시의 거의 중앙에 위치하고 있는 지구의 명칭이 된다.
쇼와의 대합병으로 주변 촌이 모두 이다시와 합병되면서 히로시마현 아키군 후추정이나 시즈오카현 하마나군 가미촌(현 하마마쓰시 츄오구)처럼 주변을 완전히 이다시가 둘러싸고 있는 형태가 되었다.

## 역사
- 1875년 1월 23일 - 야마촌·나고쿠마 촌·잇시키 촌이 합병해 가나에촌이 되었다.
- 1876년 8월 21일 - 가나에촌이 나가노현 소속이 되었다.
- 1889년 4월 1일 _ 정촌제 시행과 함께 가나에촌, 이나이촌 구역으로 구성해 가나에촌이 성립하였다.
- 1954년 4월 1일 - 가나에촌이 정으로 승격해 가나에정이 되었다.
- 1984년 12월 1일 - 이다시에 편입되었다. 동일 가나에정은 폐지되었다.

## 교통

### 철도
- 일본국유철도 이다선

### 도로
- 국도 151호선
- 국도 153호선
- 국도 256호선